# Пушкинская улица (Николаев)
Пушкинская улица (укр. Пушкінська вулиця) — улица в исторической части города Николаева. Названа в честь русского поэта Александра Пушкина.

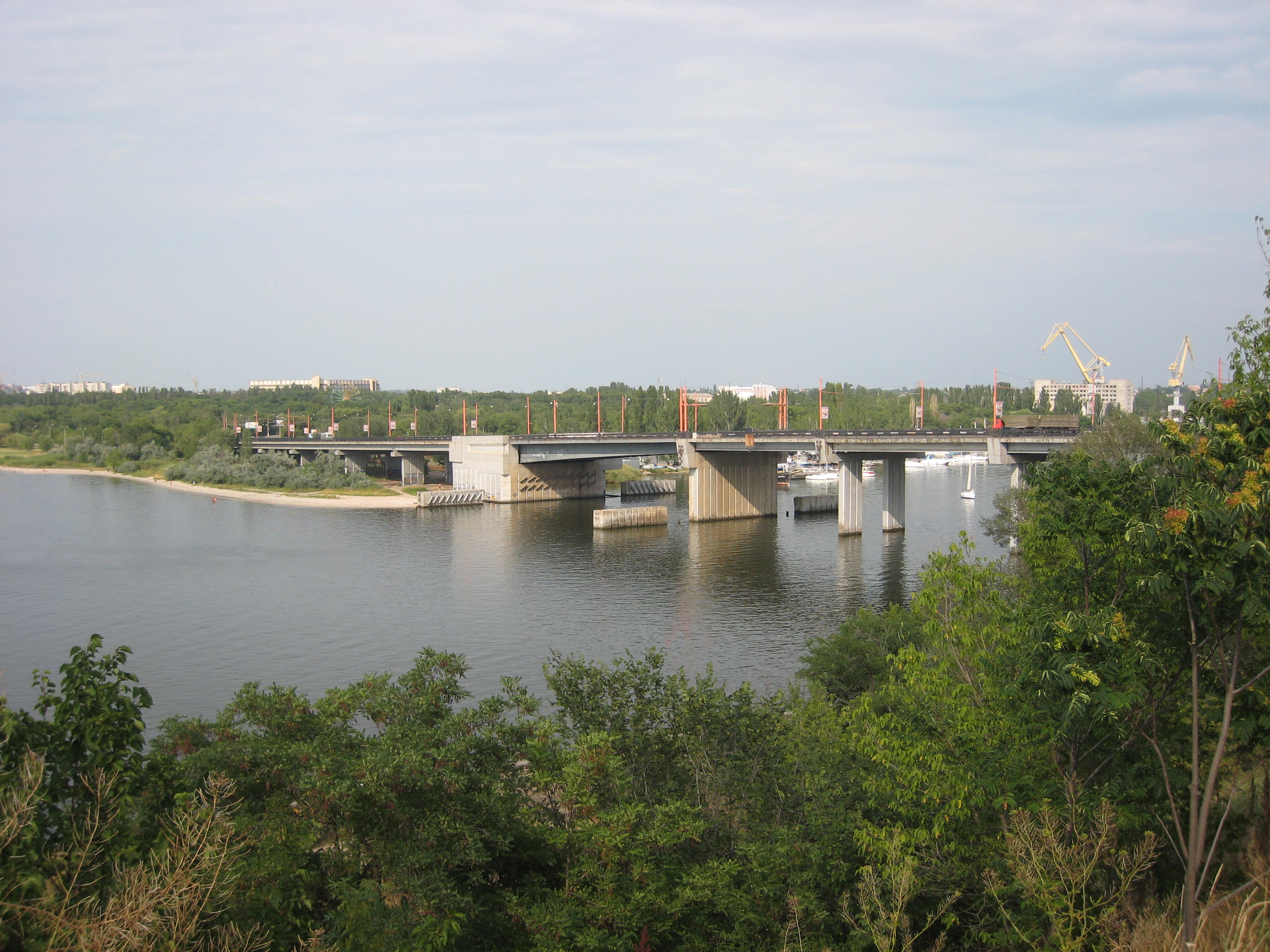
Ингульский мост, от которого начинается Пушкинская улица

## Местоположение
Пушкинская улица — поперечная улица в Городовой части старого Николаева. В настоящее время она проходит от проспекта Героев Украины, через Ингульский мост к Флотскому бульвару, где она раньше начиналась, до Привокзальной площади, где располагается старый железнодорожный вокзал.

## История
Первое название — Бульварная улица — предложил полицмейстер Павел Фёдоров в 1822 году, но не утвердил военный губернатор Николаева Алексей Грейг. В 1835 году это название повторно предложил полицмейстер Григорий Автономов и утвердил военный губернатор Михаил Лазарев. Название Бульварная связано с Бульваром (ныне Флотский бульвар), от которого улица брала своё начало.
В марте 1900 года к столетию со дня рождения Александра Пушкина городская дума переименовала улицу в Пушкинскую. По этой улице поэт следовал с коренишского берега к Ингульскому мосту.

## Здания и памятники

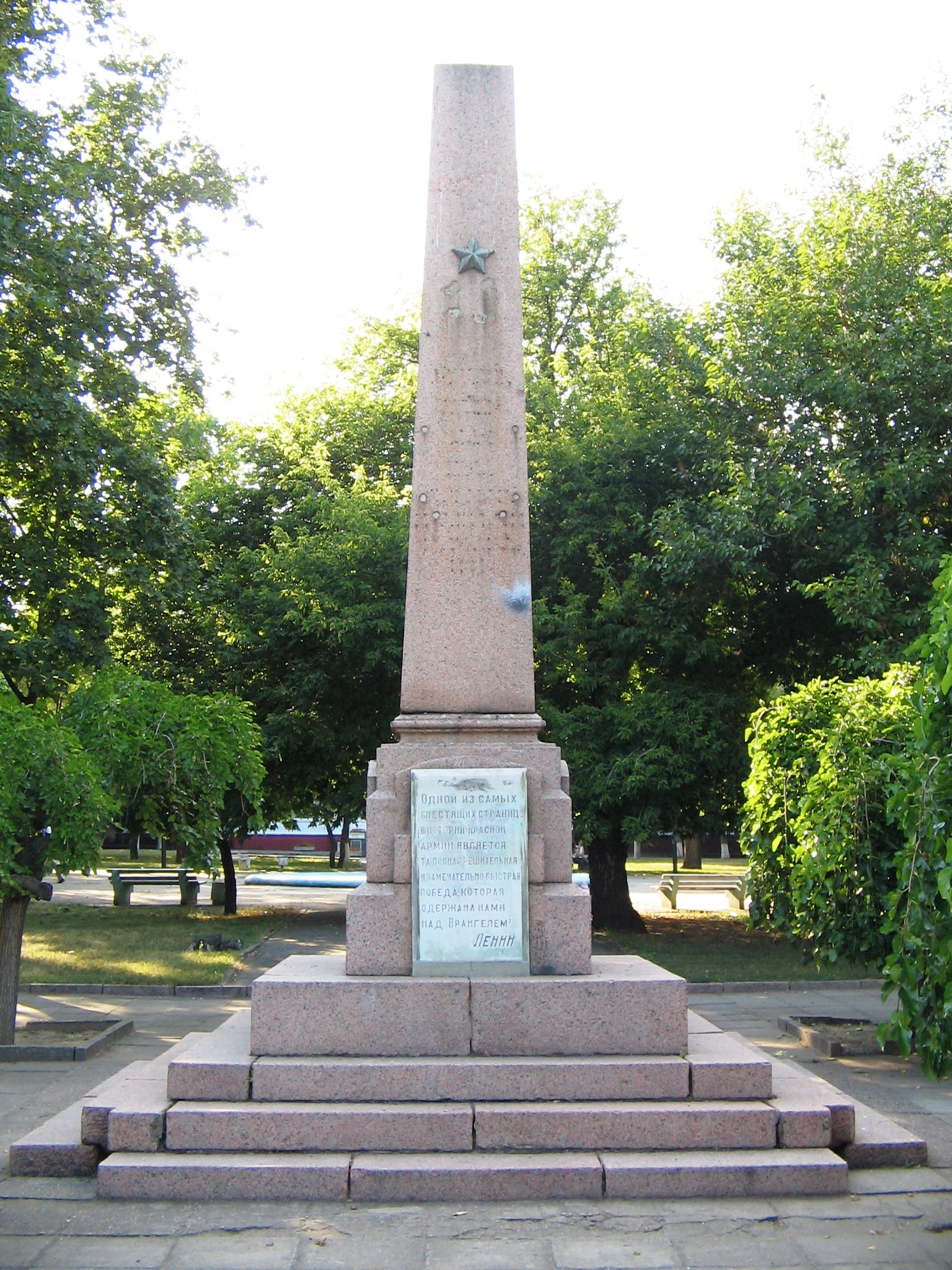
Памятник красноармейцам в сквере у гимназии им. Н. Аркаса

- За Ингульским мостом, где Пушкинская улица переходит в проспект Героев Украины, находится парк Победы.
- В начале улицы к 150-летию со дня смерти поэта, в сквере, носящем его имя, установлен памятник Пушкину.
- По адресу Пушкинская, 35 находится «Дом с атлантами» — памятник архитектуры местного значения, построенный в конце XIX века в стиле неоренессанса. Как и большинство домов в Николаеве, этот дом построен из пилёного ракушняка. Из камня вырезали и детали декора. Атлантов, которых на фасаде было четыре, отлили из нового тогда материала — бетона. Они были пустотелыми, иначе здание могло их не удержать. Краской дом не покрывали. Архитектор украсил здание не только каменным декором, но и металлическим, а на выездной арке разместил букву «Л», указывая на фамилию владельца.
- На углу Пушкинской и Потёмкинской улиц со дня основания города находилась деревянная церковь Святителя Николая, построенная греками. В 1812 году церковь обветшала, и вместо неё греки построили в 1813—1817 годах новую, каменную, на углу Фалеевской и Никольской улиц («Греческая церковь»), которая существует и поныне.
- По адресу Пушкинская, 71 расположен Николаевский техникум железнодорожного транспорта.